# Хансон, Ларс
Ларс Хансон (швед. Lars Hanson; 26 июля 1886 — 8 апреля 1965) — шведский актёр театра и кино, наиболее известный по главным ролям в немых фильмах в 1920-х годах. С родины, где он стал звездой благодаря исполнению главной роли в фильме «Сага о Йёсте Берлинге», в 1926 году приехал в Голливуд с партнёром по фильму Гретой Гарбо. Через несколько лет из-за прихода звукового кино и заметного шведского акцента он вернулся на родину и продолжил успешную карьеру на театральной сцене. В 1956 году вместе с Ингой Тидблад стал первым лауреатом престижной премии Юджина О’Нил за лучшую театральную постановку.

## Фильмография
- 1916 — Крылья (1916)
- 1917 — Tösen från Stormyrtorpet
- 1919 — Опасные ухаживания
- 1920 — Erotikon
- 1924 — Сага о Йёсте Берлинге
- 1926 — Алая буква
- 1927 — Плоть и дьявол
- 1927 — Капитан Спасение
- 1928 — Божественная женщина
- 1928 — Ветер
- 1928 — Возвращение домой
- 1929 — Информатор
- 1941 — Первый дивизион